# ティツィアーノ・スカルパ
ティツィアーノ・スカルパ（Tiziano Scarpa, 1963年5月16日 - ）は、イタリアの小説家、劇作家、詩人である。

## 略歴
1963年、イタリアヴェネツィア生まれ。
2009年にストレーガ賞、スーペルモンデッロ賞を受賞した。

## 受賞歴
- ストレーガ賞　2009年 （Stabat mater（『スターバト・マーテル』）に対して）

## 主な作品
- Venice is a fish (2003)
- Stabat mater（『スターバト・マーテル』） (2009)

## 日本語訳された作品
- 『スターバト・マーテル』、中山エツコ訳、河出書房新社、2011年